# Front (designbyrå)
Front är en svensk designbyrå lokaliserad i Stockholm.

## Biografi
Designbyrån grundades 2004 och består idag av duon Sofia Lagerkvist och Anna Lindgren. Tidigare innefattades även Charlotte von der Lancken och Katja Sävström som valde att lämna gruppen under år 2015 resp. 2009. De är bland annat kända för sitt arbete för Moooi (Hästlampa), Kartell, Moroso och Ikea (PS Svarva). De har dessutom vunnit det Söderbergska priset 2010 där prissumman består av 1 000 000 svenska kronor.

## Utmärkelser
Front har bland annat designat stolar, bord, lampor, klädhängare och glaskonst. De har tilldelats ett antal priser för deras arbete, bland annat:
- Elle Interiör, årets formgivare, 2010.[3]
- Söderbergska priset, 2010.[4]